# 中國—丹麥關係
中丹關係（丹麥語：Sino-Danske relationer）是中國和丹麥之間的外交關係。中國於哥本哈根設有大使館，丹麥於北京設有大使館，另於廣州和上海設有總領事館。

## 歷史

### 1800年代至1890年代
中國和丹麥的關係始於17世紀。當時，丹麥開始派遣商船到清朝。19世紀，上海和廣州成為丹麥商人經商的重要據點。
1896年，隨著更多丹麥公司赴清朝發展，丹麥政府決定在上海設立領事館。而當時丹方在清朝建立的大北电话公司和东亚公司則提議丹麥政府在北京設立外交機構以方便丹麥政府和清朝政府直接對話。在1908年，丹麥政府開始派駐外交官到俄國駐清朝公使館，並在俄國駐清朝公使館內設立丹麥利益部門。1912年，丹麥正式設立駐清朝公使館，由阿列裴公爵擔任首任，同時亦為唯一一任丹麥駐清朝公使。

### 1910年代至1940年代
1913年10月6日，丹麥承認中華民國，時任丹麥駐清朝公使阿列裴繼續擔任駐中華民國公使。中華民國則在1913年開始派駐丹麥公使。初期，中華民國駐丹麥公使由駐德國公使顏惠慶兼任。於1917年，由於中華民國加入協約國參與第一次世界大戰，中華民國與作為同盟國的德國斷交，中華民國駐丹麥公使遂成為專使，而該職繼續由顏惠慶擔任。
第二次世界大戰期間，丹麥被納粹德國佔領，丹麥政府跟隨納粹德國承認汪精衛政權。當時唯一一任丹麥駐汪精衛政權的公使名為科林。而汪精衛政權則曾在丹麥派駐兩位公使，分別名為李聖五及李芳。1946年，隨著德國戰敗，中華民國與丹麥短暫恢復外交關係。1946年，丹麥戰後首任，亦是唯一一任駐中華民國公使阿烈克斯·穆克向時任中華民國國民政府主席蔣介石遞交國書。翌年，中華民國駐丹麥公使館亦復館。由李骏擔任戰後中華民國首任駐丹麥公使。1950年1月14日，中華民國與丹麥斷交，中華民國駐丹麥公使館閉館。

### 1950年代至2010年代
1950年1月9日，時任丹麥外交大臣古斯塔夫·拉斯姆森电报時任中華人民共和國政務院總理兼外交部長周恩来，代表丹麥政府承認中華人民共和國，兩國於同年5月11日建立外交關係。時任丹麥駐中華民國公使阿烈克斯·穆克繼續成為丹麥駐中華人民共和國公使。而中華人民共和國則在同年開始派駐丹麥公使。中华人民共和国首任駐丹麥公使耿飚於1950年10月12日向時任丹麥國王弗雷德里克九世遞交國書。兩國關係於1956年2月15日升為大使級。
中丹建交以来，两国在各个领域的交流与合作逐步开展。1950年代，丹麥曾支持中華人民共和國取代中華民國在聯合國的代表地位。1974年，時任丹麥首相保罗·哈特林訪華，成為首位訪華的丹麥政府首腦。1979年9月，時任丹麥女王玛格丽特二世訪華，成為首位訪華的丹麥國家元首。中國方面，1995年，時任中華人民共和國國務院總理李鵬代表中國參加於丹麥哥本哈根舉行之联合国社会发展问题首脑会议，成為首位訪問丹麥的中國政府首腦。2012年6月，時任中共中央總書記兼中國國家主席胡錦濤訪問丹麥，成為首位訪問丹麥的中國國家元首。
2008年，中丹建立全面战略伙伴关系。2009年5月29日，時任丹麥首相拉爾斯·勒克·拉斯穆森會見達賴喇嘛，導致中國冷凍雙方關係，直至2009年12月丹麥政府發表聲明反對西藏獨立及會先考慮中方意見再決定是否邀請後，雙方關係才回復正常。
2010年上海世博會期間，丹麥曾將位於哥本哈根的美人魚雕像運到上海展出，成為有史以來美人魚雕像首次對外展出。
2014年4月，丹麦女王玛格丽特二世再次访华。4月24日，中共中央总书记兼中国国家主席习近平在北京人民大会堂同玛格丽特二世举行会谈。4月27日，玛格丽特二世参观南京大屠杀纪念馆。

### 2020年代至今
COVID-19疫情期间，丹麥報紙日德蘭郵報刊出一幅漫畫將中國五星紅旗上的五角星，全部按大小比例換成病毒圖案，漫畫的標題稱所畫的是冠狀病毒。中國駐丹麥大使館强烈譴責，表示「嚴重傷害中國人民感情」要求報紙表示道歉。報刊事後拒絕道歉，時任丹麥首相梅特·弗雷德里克森回應這是丹麥的言論自由，不需要對立場進行解釋。
2020年7月21日，中华人民共和国外交部副部长秦刚同丹麦外交部常任秘书长罗斯电话，双方同意加强高层交往，深化在经贸投资、气候变化等领域合作。
2021年1月22日，中华人民共和国国务委员兼外交部长王毅与丹麦外交大臣科弗德进行通话，双方同意在气候变化、能源、环保等领域加强合作，同时丹麦支持欧盟和中国在投资、贸易和气变等领域的合作。
2021年11月，丹麦外交大臣科弗德访问中华人民共和国，并在浙江安吉县与中国国务委员兼外交部长王毅进行会谈。
2022年5月12日，中华人民共和国国务委员兼外长王毅同丹麦外交大臣科弗德进行通话，双方就俄罗斯入侵乌克兰事件交换了意见。
2023年2月21日，中共中央对外联络部副部长郭业洲带领中共代表团于2月18日至21日访问丹麦，受到前丹麦首相、现任丹麦温和党党魁、外交大臣拉尔斯·勒克·拉斯穆森，丹麦社民党总书记里伯格，丹麦外交部常秘叶普等丹麦政治人物的会见 ，

## 經貿關係
1980年，中國和丹麥建立經貿聯委會機制。雙邊貿易在2010年代迅速扩大。丹麥為中華人民共和國在北歐之第二大外资来源国、第三大贸易伙伴和技术转让方。
根據中華人民共和國商務部統計，2013年中華人民共和國與丹麥之貿易額為90.9億美元。其中中華人民共和國向丹麥出口額為57.1億美元，而丹麥向中華人民共和國出口額為33.8億美元。
丹麥亦是較早向中華人民共和國提供政府貸款的發達國家之一。1982年4月，中華人民共和國和丹麥簽訂第一份貸款協議，丹麥於同年開始對中華人民共和國直接投資。截至2013年底，中華人民共和國累計向丹麥注資6891萬美元，而丹麥對中華人民共和國的投資項目則有815個，投資額為26.6億美元。

## 文化關係
1999年5月，丹麥與中華人民共和國簽訂《1999－2002年中丹文化、科学、教育合作计划》。
現時，中國在丹麥設有3所孔子學院，分別位處哥本哈根、奥尔堡大学及丹麦皇家音乐学院。

## 外部連結
- 丹麥駐華大使館官方網站（简体中文）（英文）（丹麦文）
- 中華人民共和國駐丹麥王國大使館官方網站（简体中文）（英文）
  - 中華人民共和國駐丹麥王國大使館經濟商務處官方網站（简体中文）